# Ceresa
Ceresa  (лат.) — род равнокрылых насекомых из семейства горбаток (Membracidae).
Неотропика и Неарктика.

## Описание
Длина тела 6—10 мм. Пронотум вздутый, несёт крупные боковые заострённые плечевые рога, острым углом выступает назад и нависает над скутеллюмом, но не покрывает передние крылья. Длина головы: 2,16 / 3,68 мм (минимальная / максимальная); расстояние между плечевыми углами: 2 / 6; длина переднеспинки: 5,25 / 9,52. Общая окраска варьирует от бледно-желтого и зелёного до темно-коричневого. Передние крылья с соединёнными базально жилками R и M и сильно расходящимися у середины крыла; жилка R 2+3 развита как отчётливая ветвь жилки R. Задние крылья без поперечной жилки r-m, но с жилками R4+5 и M1+2, идущими рядом, но расходящимися около вершины; развита маргинальная жилка R2+3. В передних крыльях жилка r-m отсутствует. Голени простые. Тазики и вертлуги задних ног невооружённые. Голени задней пары ног с 3 продольными рядами капюшоновидных сет

## Систематика
Около 30 видов.
- Ceresa abbreviata Andrade 1989[7]
- Ceresa affinis Fairmaire
- Ceresa alboguttata Remes-Lenicov, 1973[5]
- Ceresa albosignata Remes-Lenicov, 1973[5]
- Ceresa atrata Remes-Lenicov, 1973[5]
- Ceresa axillaris Germar
- Ceresa brunnicornis Germar
- Ceresa bubalus Fabricius
- Ceresa cavicornis Stål
- Ceresa chacoana Remes-Lenicov, 1973[5]
- Ceresa colon Germar
- Ceresa concinna Fowler
- Ceresa conica Sakakibara 1977[4]
- Ceresa cuprea Funkhouser
- Ceresa discolor Fairmaire
- Ceresa excisa Walker
- Ceresa extensa Walker
- Ceresa fasciatithorax Remes-Lenicov, 1973[5]
- Ceresa insignis Walker
- Ceresa integra Walker
- Ceresa maculipennis Remes-Lenicov, 1973[5]
- Ceresa malina Germar
- Ceresa mulsa Remes-Lenicov, 1973[5]
- Ceresa nigricornis Fowler
- Ceresa nigripectus Remes-Lenicov, 1973[5]
- Ceresa paranaensis Remes-Lenicov, 1976[6]
- Ceresa paulistana Remes-Lenicov, 1976[6]
- Ceresa peruensis Remes-Lenicov, 1973[5]
- Ceresa piramidalis Remes-Lenicov, 1973[5]
- Ceresa platycera Remes-Lenicov, 1973[5]
- Ceresa plaumanni Sakakibara, 1977[4]
- Ceresa prosocera Remes-Lenicov, 1973[5]
- Ceresa robusta Butler
- Ceresa sallei Stål
- Ceresa similis Andrade, 1989[7]
- Ceresa stylata Remes-Lenicov, 1973[5]
- Ceresa uruguayensis Berg
- Ceresa ustulata Fairmaire
- Ceresa viridilineata Funkhouser
- Ceresa vitulus Fabricius, 1775typus